# Hamilton (Automarke)
Hamilton war eine britische Automobilmarke, die 1921–1925 von der D. J. Smith & Co. Ltd. in Wickford hergestellt wurde.
Das einzige Modell war der Hamilton 9 hp, ein Kleinwagen mit luft- oder wassergekühltem Zweizylinder-Reihenmotor mit seitlich stehenden Ventilen und 1,1 l Hubraum.
1925 verschwand die Marke wieder vom Markt.

## Modelle
| Modell | Bauzeitraum | Zylinder | Hubraum  | Radstand |
| ------ | ----------- | -------- | -------- | -------- |
| 9 hp   | 1921–1925   | 2 Reihe  | 1090 cm³ | 2438 mm  |

## Quelle
- David Culshaw, Peter Horrobin: The Complete Catalogue of British Cars. 1895–1975. New edition, reprint. Veloce Publishing plc., Dorchester 1999, ISBN 1-874105-93-6.